# Thaumatogryllus variegatus
Thaumatogryllus variegatus is een rechtvleugelig insect uit de familie krekels (Gryllidae). De wetenschappelijke naam van deze soort is voor het eerst geldig gepubliceerd in 1899 door Perkins.
1. ↑  (en) Thaumatogryllus variegatus op de IUCN Red List of Threatened Species.